# Fred (kot)
Fred (ur. w maju 2005, zm. 10 sierpnia 2006) – dachowy, krótkowłosy kot domowy, który zasłynął jako tajny agent nowojorskiej policji w dochodzeniu dotyczącym nielegalnego świadczenia usług weterynaryjnych.

## Wczesne życie i adopcja
Fred urodził się na wiosnę 2005, prawdopodobnie na ulicach Brooklynu w Nowym Jorku, na których spędził dzieciństwo. W październiku 2005 został schwytany przez miejskie służby weterynaryjne z objawami zaawansowanego zapalenia płuc i odmy opłucnowej. W ramach prowadzonego przez miasto programu adopcji bezdomnych zwierząt, został po niezbędnym leczeniu adoptowany przez Carolyn Moran, zastępcę nowojorskiego oskarżyciela publicznego, pod której opieką powrócił do pełni zdrowia.
Według Carolyn, Fred zawdzięcza swoje imię postaci Freda Weasleya,  z serii książek o Harrym Potterze.

## Służba dla policji
W lutym 2006 Fred został formalnie zarejestrowanym tajnym agentem w brooklińskiej prokuraturze. Trzeciego lutego, wraz z cywilnie ubranym detektywem NYPD Stephanie Green-Jones, Fred trafił do będącego obiektem śledztwa Stevena Vassalla jako rzekomy pacjent. Na prowokację zdecydowano się, ponieważ Vassalla podejrzewano o prowadzenie nielegalnej praktyki weterynaryjnej, spowodowanie cierpienia i obrażeń u kilku spośród leczonych zwierząt, a także o szereg innych przestępstw i wykroczeń, których udowodnienie było trudne tylko na podstawie zeznań poszkodowanych. 
Operacja policji zakończyła się sukcesem, a zatrzymany podczas niej Vassall przyznał się trzy miesiące później do winy i został skazany na dozór policyjny oraz przymusowe leczenie psychiatryczne. W tym samym miesiącu, Fred otrzymał przyznawaną zasłużonym funkcjonariuszom nagrodę Law Enforcement Appreciation Award, a wkrótce później – nadane przez burmistrza wyróżnienie Mayor’s Alliance Award.

## Późniejsze życie i śmierć
Po udziale w policyjnej prowokacji, Fred został przeszkolony jako kot terapeutyczny na potrzeby organizowanego przez prokuraturę adresowanego do dzieci w wieku szkolnym programu Legal Lives; otrzymał także wiele ofert występowania w spotach reklamowych oraz programach telewizyjnych. Jego kariera zakończyła się jednak 10 sierpnia 2006, gdy został potrącony przez samochód w dzielnicy Queens.